# Копито
Копито је назив за стопало копитара. Поседује непаран број прстију — један прст код коња̂, а три прста код тапира̂ и носорога̂.